# Spotify Sessions
Spotify Sessions es un EP grabado en vivo de la cantante albano-británica Dua Lipa, editado en 2016. Contiene grabaciones en vivo en la sede de Spotify de Londres.

## Lista de canciones
| N.º | Título                 | Escritor(es)                                        | Duración |  |
| 1.  | «Thinking 'Bout You»   | Dua Lipa y Adam Argyle                              | 3:00     |  |
| 2.  | «New Love»             | Lipa, Emile Haynie y Andrew Wyatt                   | 3:07     |  |
| 3.  | «I'm Not the Only One» | Sam Smith y James Napier                            | 3:15     |  |
| 4.  | «Be the One»           | Lucy Taylor, Digital Farm Animals y Jack Tarrant    | 3:19     |  |
| 5.  | «Hotter than Hell»     | Lipa, Adam Midgley, Tommy Baxter y Gerard O'Connell | 3:27     |  |